# 1991 CE1
1991 CE1 är en asteroid i huvudbältet som upptäcktes den 12 februari 1991 av de japanska astronomerna Yoshio Kushida och Osamu Muramatsu vid Yatsugatake-Kobuchizawa-observatoriet.
Asteroiden har en diameter på ungefär 16 kilometer.